# 7,5-cm KwK 37
Pour les articles homonymes, voir Canon de 75 mm.
Le 7,5-cm KampfWagenKanone 37 L/24 (KwK  signifiant « Canon pour véhicule de combat ») est un canon utilisé pendant la Seconde Guerre mondiale par la Wehrmacht. Il était l'armement principal des chars de combat Panzer IV et des canons d'assaut Sturmgeschütz III .

## Conception et développement
Le développement du canon 7.5-cm KwK 37 est étroitement lié au développement du Panzer IV. Destiné à servir d'appui feu à l'infanterie, ce char moyen devait pouvoir tirer des obus hautement explosifs efficaces contre des positions fortifiés ou contre l'infanterie ennemie. Comme la nécessité d'une grande portée n'était pas un critère essentiel et que la fonction de lutte antichar était déléguée à cette époque au Panzer III, le Panzer IV fut équipé avec un canon court de gros calibre à faible vitesse initiale . 
La firme allemande Krupp utilisa à cet effet son 7.5-cm KwK 37 (37 indiquant l'année de mise en service soit 1937) qui était un canon court de 24 calibres  (L/24 soit 1,76 m) pour un calibre de 75 mm. À noter que ce canon avait été créé en 1934 pour être l'armement principal du char lourd multitourelles Neubaufahrzeug qui ne fut produit qu'à cinq prototypes. 
Un KwK 37 nécessitait 1 400 heures de travail et coutait environ 8 000 Reichsmarks. La construction d'un seul exemplaire de 490 kg utilisait les ressources suivantes : 
- 1 750 kg d'acier.
- 5,7 kg de cuivre.
- 4,2 kg de nickel.
- 2,8 kg de zinc.
- 400 g de plomb.
- 300 g d'étain.
- 40 g d'aluminium.

Une variante destinée à être utilisée sur des véhicules sans tourelle ou sur affut fut créée sous la désignation 7.5-cm SturmKanone  37 L/24 (StuK signifie "Canon d'assaut").

## Munitions et balistique
Le canon KwK 37 L/24 pouvait tirer plusieurs types de munitions (brisant, anti-blindage ou fumigène) en fonction de la situation :
Nebelgranatpatrone
Obus fumigène.
Sprenggranatpatrone 34 (Sprgr34)
Obus brisant à haut pouvoir explosif. 
Granatpatrone (Üb.B.)
Obus d'entrainement simulant l'usage de l'obus brisant Sprgr34. 
Panzergranate (Üb)
Obus d'entrainement simulant l'usage de l'obus antichar Gr.38 Hl. 
Kanonengranate rot Panzer  (K.Gr. Rot Pz)
Obus anti-blindage à pointe molle avec tête aérodynamique.  Ce genre d'obus est optimisé pour  maximiser la vitesse de sortie et  garder une forte puissance de pénétration en empêchant la désintégration de l'ogive à l'impact en ajoutant une pointe en métal plus mou. Comme ce genre de munition est instable en vol, on lui adjoint une pointe aérodynamique pour augmenter la portée et la précision. Capable de percer jusqu'à  41 mm de blindage incliné à 30° à 100 m, et 35 mm à 1 000 m.
Granate Hohlladung 38  ( Gr.38 Hl/1)
La Gr.38 Hl est  un obus à charge creuse qui servira de base pour les munitions anti-blindage HEAT de l'Armée allemande. Mis en service à partir de juin 1940, cet obus se caractérise par une ogive assez courte abritant une profonde cavité conique ainsi qu'un tube de détente rapide allant de la fusée au culot de l'ogive et passant à travers la cavité. La distance par rapport à la cible n'a pas d'effet sur la capacité de pénétration de la charge. Elle est capable de percer 45 mm de blindage, ce qui va se montrer nettement insuffisant face au T-34/76.
Granate Hohlladung 38  modèle A  (Gr.38 Hl/A)
Version améliorée  du Gr.38 Hl mise en service à partir de mai 1941. L'ogive plus longue améliore la portée. Le tube interne est plus large et ne dépasse plus de la charge d'Apex pour ne pas interférer la création du jet de plasma à l'impact. Capable de percer 70 mm de blindage.
Granate Hohlladung 38  modèle B  (Gr.38 Hl/B)
Version améliorée  du Gr.38 Hl/A mise en service à partir de décembre 1942. L'enveloppe extérieure est identique au modèle A mais la charge explosive a été modifiée en vue de produire un jet de plasma plus large résistant à la rotation de l'ogive.  Capable de percer 75 mm de blindage.
Granate Hohlladung 38  modèle C  (Gr.38 Hl/C)
Version identique aux  Gr.38 Hl/A  et B mise en service à partir du début de 1944. Une deuxième cavité conique est présente dans l'ogive pour contrer les effets de la rotation de l'ogive altérant la formation du jet de plasma. Capable de percer 100 mm de blindage.

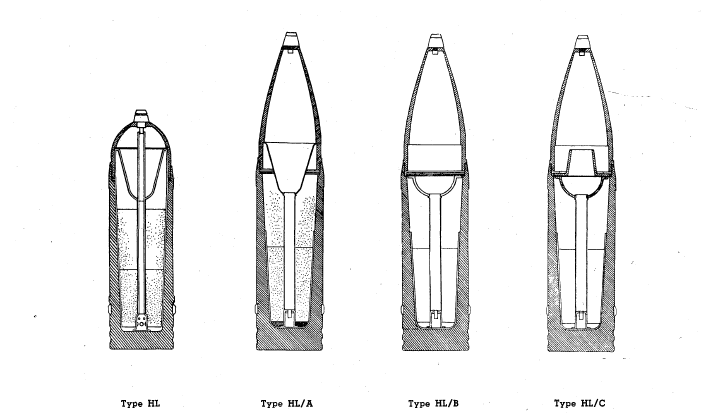
Diagramme présentant les obus à charge creuse de type Granate Hohlladung 38 (Gr.38)

L'emport moyen pour un char de type Panzer IV équipé avec un KwK 37 L/24 était de 80 obus. Au début de la guerre, la doctrine allemande voulait que chaque Panzer embarque 12 % d'obus K.Gr. Rot Pz, 65 % de Sprgr34 et 23 % de Nebelgranatpatrone mais en pratique les équipages se dotaient de 50 % de Sprgr34 et 50 % de Gr.38 Hl.

### Pouvoir de pénétration
| Munition     | Type                                                 | Poids   | Vélocité | Inclinaison | à 100 m | à 500 m | à 1 000 m | à 1 500 m | à 2 000 m | à 2 500 m |
| ------------ | ---------------------------------------------------- | ------- | -------- | ----------- | ------- | ------- | --------- | --------- | --------- | --------- |
| Sprgr34      | Haut pouvoir explosif                                | 5,7 kg  | 420 m/s  | 30°         | /       | /       | /         | /         | /         | /         |
| K.Gr. Rot Pz | Anti-blindage à pointe molle avec tête aérodynamique | 6,8 kg  | 385 m/s  | 30°         | 41 mm   | 38 mm   | 35 mm     | 32 mm     | 30 mm     | /         |
| Gr. 38 HL/1  | Haut pouvoir explosif à charge creuse (mi-1940)      | 4,5 kg  | 452 m/s  | 30°         | 45 mm   | 45 mm   | 45 mm     | 45 mm     | /         | /         |
| Gr. 38 Hl/A  | Haut pouvoir explosif à charge creuse (mi-1941)      | 4,4 kg  | 450 m/s  | 30°         | 70 mm   | 70 mm   | 70 mm     | 70 mm     | 70 mm     | /         |
| Gr. 38 Hl/B  | Haut pouvoir explosif à charge creuse (fin 1942)     | 4,75 kg | 450 m/s  | 30°         | 75 mm   | 75 mm   | 75 mm     | 75 mm     | 75 mm     | /         |
| Gr. 38 Hl/C  | Haut pouvoir explosif à charge creuse (début 1944)   | 4,8 kg  | 450 m/s  | 30°         | 90 mm   | 90 mm   | 90 mm     | 90 mm     | /         | /         |

### Précision
| Munition     | Situation        | à 100 m | à 500 m | à 1 000 m | à 1 500 m | à 2 000 m |
| ------------ | ---------------- | ------- | ------- | --------- | --------- | --------- |
| K.Gr. Rot Pz | A l'entrainement | 100 %   | 100 %   | 98 %      | 74 %      | /         |
| K.Gr. Rot Pz | Au combat        | 100 %   | 100 %   | 73 %      | 38 %      | /         |
| Gr. 38 Hl    | A l'entrainement | 100 %   | 100 %   | 92 %      | 61 %      | /         |
| Gr. 38 Hl    | Au combat        | 100 %   | 99 %    | 60 %      | 26 %      | /         |

## Engagements
Lors de la campagne de France en mai 1940, les Panzers IV équipé de leur KwK 37 L/24 rencontrèrent une certaine efficacité contre les chars de combat français de type Renault FT, Renault R35, Renault D2, Hotchkiss H35 ou Somua, mais se révélèrent inefficaces contre des adversaires plus lourdement blindés tel que les chars français B1 ou anglais Mathilda avec leur bouclier frontal de 60 mm.  
Ce manque d'efficacité en termes de pénétration et de précision, due à son canon court, fut encore remarqué sur le front africain lors des batailles de Sidi Barrani et de Tobrouk en 1941. 
À partir de mars 1942, les nouvelles variantes des chars Panzer IV Ausf. F2 (Sd. Kfz. 161/1) et StuG III  furent équipées avec une version plus longue, le 7,5-cm KwK 40 L/43 plus efficace contre les véhicules blindés comme les chars lourd russes KV-1.  Mais il fut finalement remplacé en mars 1943 par un 75 mm KwK 40 L/48. 
Néanmoins les canons KwK 37 des anciens chars Panzer IV furent réutilisés pour équiper la dernière version du Panzer III (Ausf. N) ainsi que d'autres véhicules d'appui à l'infanterie.

## Utilisateurs
Véhicules utilisant le 7,5-cm KampfWagenKanone 37 L/24
- Char multi-tourelle Neubaufahrzeug (prototype)
- Char moyen Panzer IV Ausf. A
- Char moyen Panzer IVAusf. B
- Char moyen Panzer IVAusf. C
- Char moyen Panzer IVAusf. C mit Minenrollern
- Char moyen Panzer IV Ausf. D
- Char moyen Panzer IV Ausf. E
- Char moyen Panzer IV Ausf. E mit Schachtellaufwerk
- Char moyen Panzer IV Ausf. F
- Char moyen Panzer IV als Tauchpanzer
- Char moyen Panzer III Ausf. N
- Char moyen Panzer III Ausf. N als Schienen-Ketten Fahrzeug, Aufklärer auf Fgst Panzer 38(t)
- Char lourd VK3001(H) Panzer VI  (prototype)
- Char moyen VK3001(P) Leopard Sd.Fz. 1  (prototype)

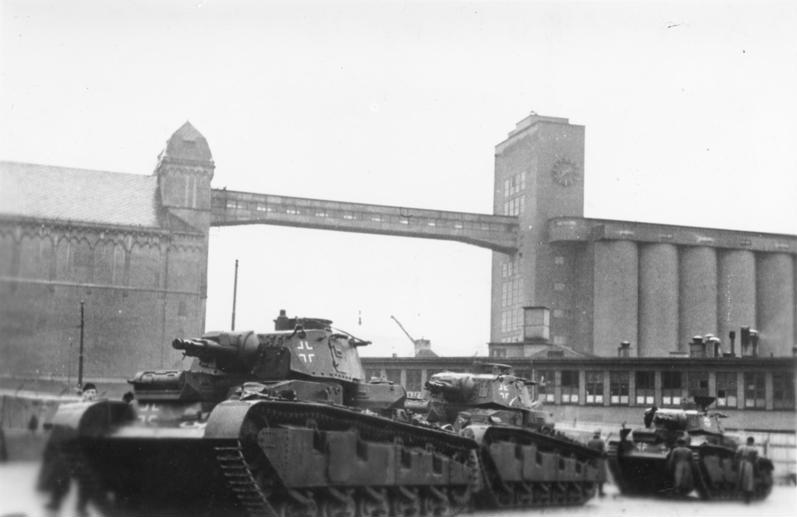
Neubaufahrzeug à Oslo (Norvège, avril 1940).
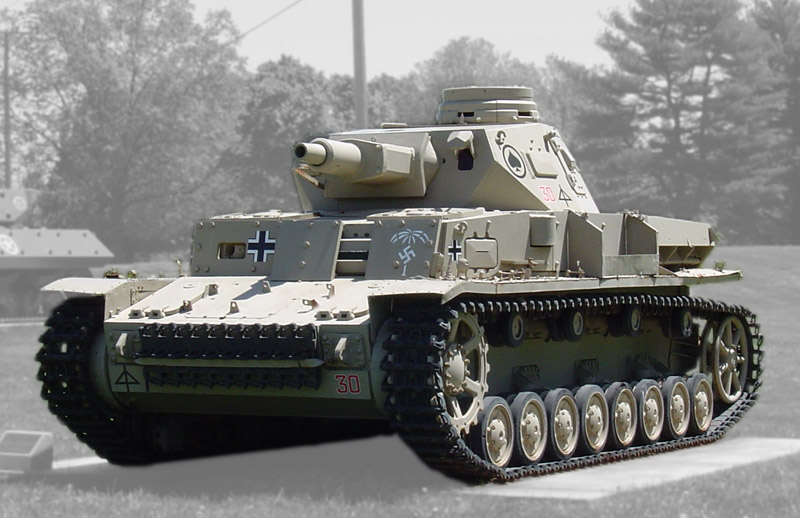
Panzer IV Ausf. D aux couleurs de l'Afrika Corp. exposé au US Army Ordnance Museum  d'Aberdeen (Écosse).
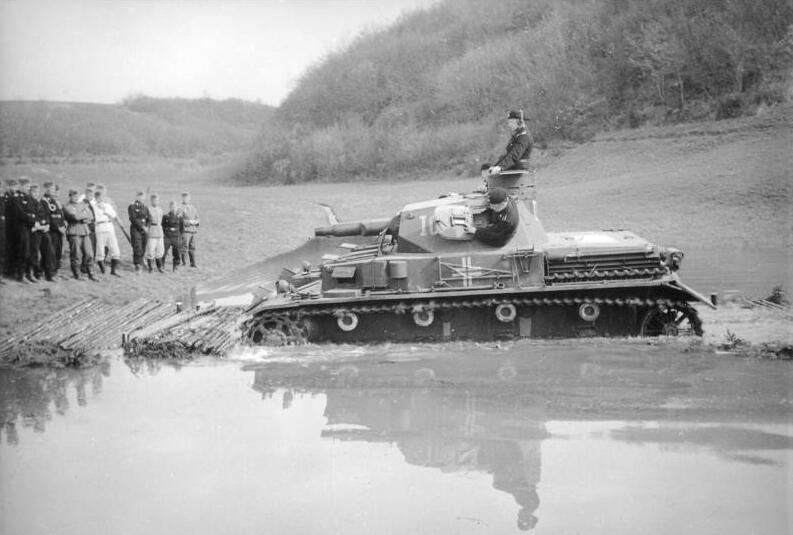
Panzer IV Ausf. A faisant une démonstration de passage à gué (1938).
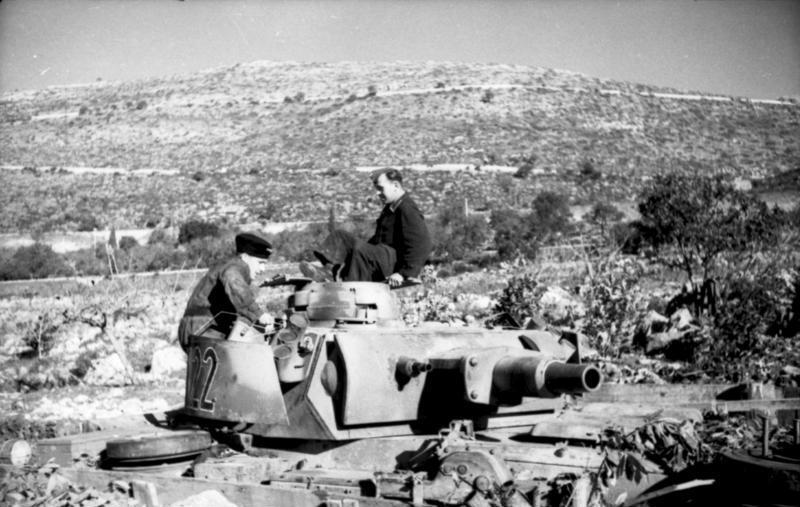
Panzer III Ausf. N en Italie (1943).

Véhicules utilisant le 7,5-cm SturmKanone  37 L/24
- Canon d'assaut Sturmgeschütz III Ausf. A
- Canon d'assaut Sturmgeschütz III Ausf. B
- Canon d'assaut Sturmgeschütz III Ausf. C
- Canon d'assaut Sturmgeschütz III Ausf. D
- Canon d'assaut Sturmgeschütz III Ausf. E
- Véhicule blindé sur roues SdKfz.233  Schwerer Panzerspähwagen
- Véhicule blindé sur roues SdKfz.234/3  Schwerer Panzerspähwagen
- Autochenille blindée SdKfz.251/9 Schützenpanzerwagen "Stummel"
- Autochenille blindée SdKfz.250/8 leichter Schützenpanzerwagen (7,5 cm)

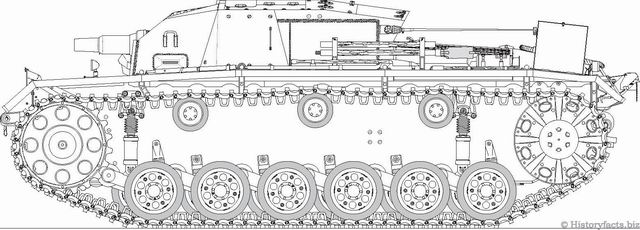
Profil du StuG III  armé du Kwk 37 L/24
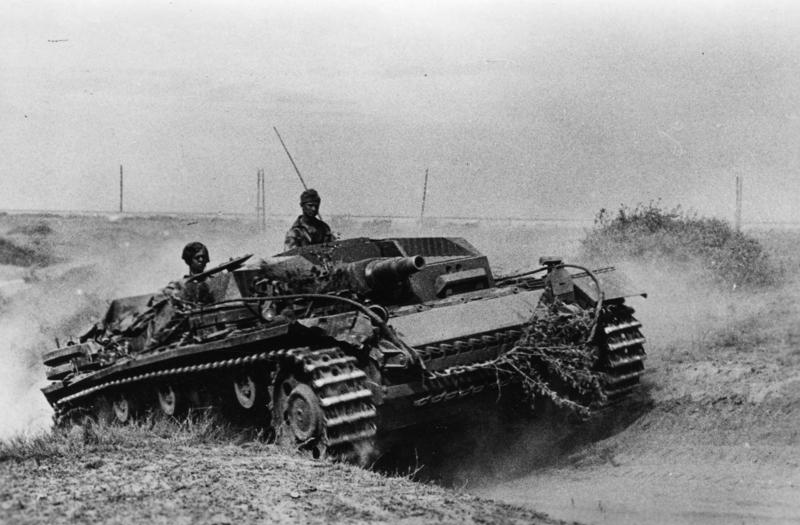
StuG III lors de  la Bataille de Stalingrad  (Septembre 1942).
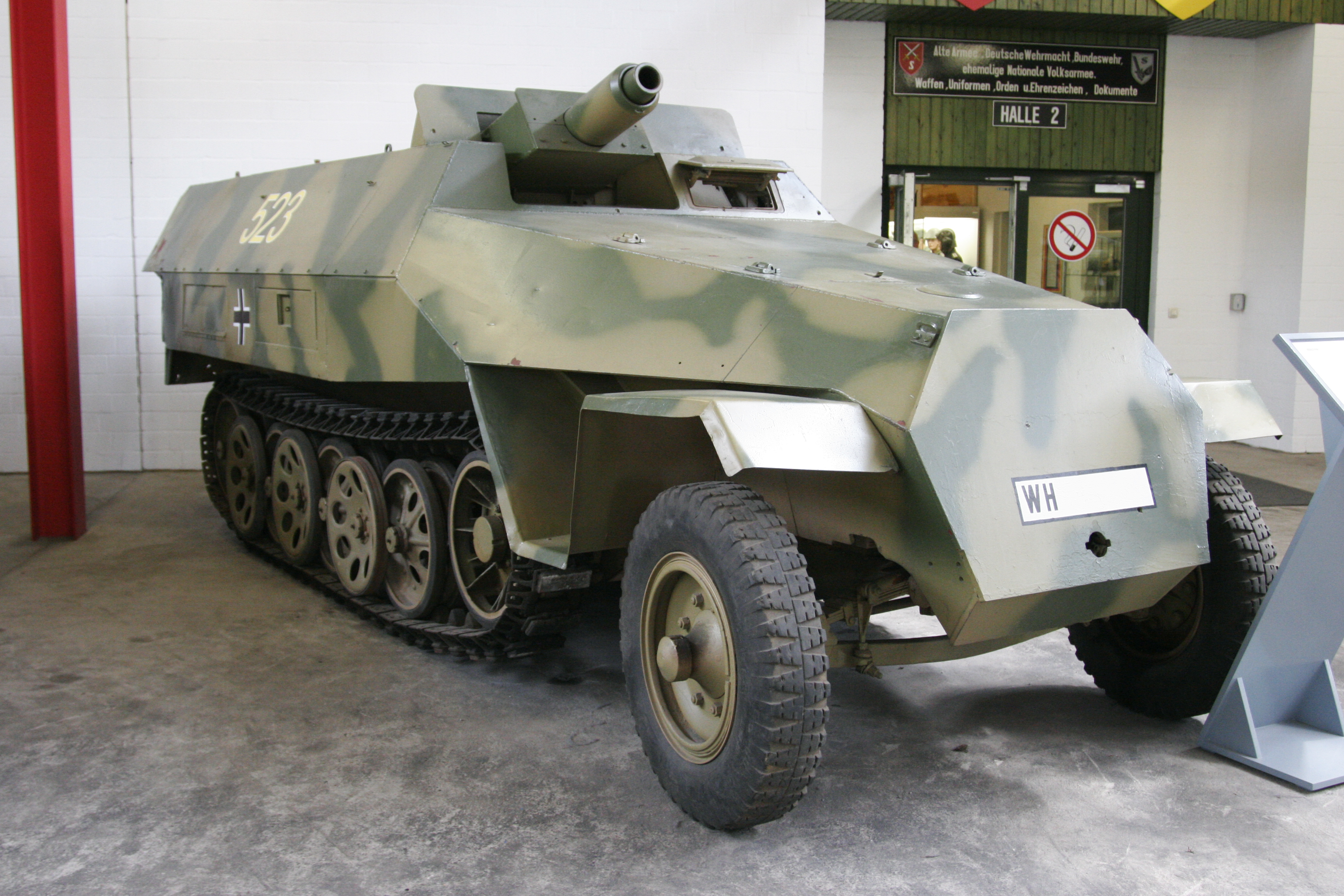
Stummel" (Sd.Kfz.251 /9) exposé au  Deutsches Panzermuseum  (Munster, Allemagne).
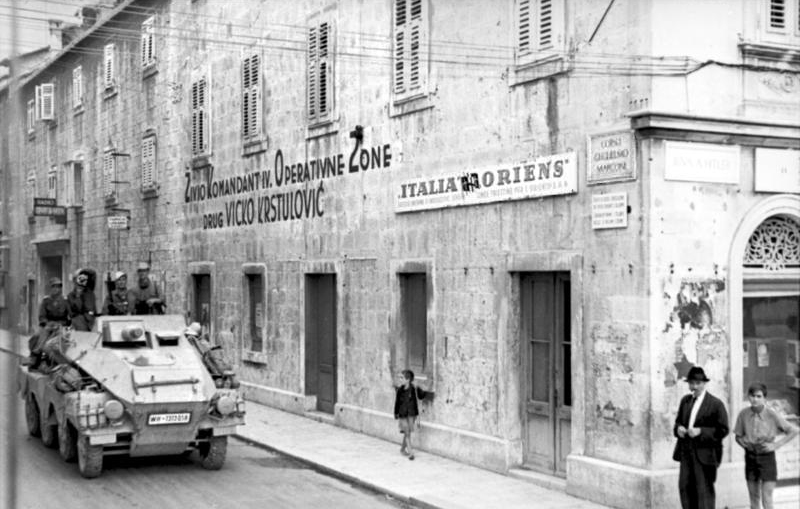
SdKfz.233  "Stummel"  en Italie (Septembre 1943)